# Castello mediceo
Il Palazzo Mediceo è una struttura storica edificata in età longobarda a Ottaviano, comune della provincia di Napoli, e successivamente appartenuta a un ramo della famiglia fiorentina dei Medici.

## Storia
Fondato probabilmente in età longobarda prima dell'anno 1000, il castello mediceo è menzionato per la prima volta in documenti ufficiali relativi alla fuga di papa Gregorio VII, il quale vi abitò mentre scappava dall'imperatore Enrico IV.
Il castello fu poi ereditato dalla figlia di Giuseppe, Maria de' Medici, la quale sposò il duca di Miranda, diventando principessa di Miranda. Da allora il castello restò sempre in possesso di eredi femminili fino ad entrare in possesso della famiglia principesca dei Lancellotti di Lauro. Nel 1980, Donna Maria Capece Minutolo, vedova Lancellotti, vendette il palazzo per soli 270 milioni di lire ad una società che faceva capo al boss della camorra Raffaele Cutolo, i cui genitori avevano lavorato come guardiani per i principi Lancellotti. Nel 1991 il castello fu confiscato in base alla legge Rognoni-La Torre. Dopo quattro anni, l'8 settembre 1995, venne affidato al Comune di Ottaviano.
Il palazzo ospitò nel corso della sua storia altri abitanti-feudatari illustri. Tra questi ci sono stati (nel XIII secolo) Tommaso d'Aquino, nonno del famoso santo e dottore della Chiesa, Gurrello Origlia (1408) e poi successivamente ai suoi figli Raimondo, Pietro e Giovanni fino al 1419, Fabrizio Maramaldo (dal 1532 al 1551), Cesare I Gonzaga ed il figlio Ferrante, prìncipi di Molfetta (dal 1551 al 1567), fino al suo passaggio alla famiglia dei Medici. Nel maggio del 1567, Bernardetto de' Medici, esponente del ramo cadetto dei Medici di Ottajano, acquistò il Castello con il feudo circostante, pagandolo 50 000 ducati dai Gonzaga di Molfetta. È proprio in questo periodo che il palazzo acquistò il suo aspetto rinascimentale. Lo stabile rimase di proprietà dei Medici di Ottajano fino al 1894, anno della morte dell'ultimo discendente maschio del ramo primogenito, Giuseppe de' Medici Ottajano (*1843 †1894).

## Denominazione
Essendo anche noto come il palazzo mediceo di Ottaviano, va distinto dall'omonimo edificio gentilizio presente in via Chiaia a Napoli.